# Pfalz Dr.I
Le Pfalz Dr.1 est un chasseur triplan de la Première Guerre mondiale.
Un lot de dix de ces avions fut utilisé au front à partir d'avril 1918, mais la fragilité du moteur utilisé en empêcha une plus importante diffusion.
Les constructions aéronautiques Pfalz Flugzeugwerke ont été fondées en 1913 à Spire par les frères Alfred et Ernst Eversbusch. Elles occupaient les terrains de l'actuel Musée des techniques et ont produit des appareils de combat jusqu'à la fin 1918.

## Opérateurs
Empire allemand
- Luftstreitkräfte